# Bartłomiej Proć
Bartłomiej Proć, né le 12 décembre 1999 à Zamość, est un coureur cycliste polonais.

## Biographie
Après de solides résultats au niveau local, Bartłomiej Proć intègre l'équipe continentale Santic-Wibatech en 2022. Bon sprinteur, il se classe notamment deuxième du Puchar Ministra Obrony Narodowej. 
Lors de la saison 2023, il termine cinquième de l'Umag Trophy, sixième du Poreč Trophy ou encore septième du Tour d'Estonie. Le 19 mars, il s'impose lors d'un sprint massif sur le Grand Prix Slovenian Istria. Il s'agit de son premier succès obtenu sur une course inscrite au calendrier de l'UCI,. 

## Palmarès sur route

### Par année
- 2019
  -  Champion de Pologne du contre-la-montre en duo (avec Daniel Staniszewski)
  - 4e étape de Pologne-Ukraine
  - 2e de Pologne-Ukraine
- 2020
  - 2e (contre-la-montre) et 5e étapes de Pologne-Ukraine
- 2021
  -  Champion de Pologne du contre-la-montre par équipes[n 1]
  - Pologne-Ukraine :
    - Classement général
    - 5e étape
- 2022
  - 2e du Puchar Ministra Obrony Narodowej
- 2023
  - Grand Prix Slovenian Istria
  - Memoriał Romana Ręgorowicza
- 2024
  - Dookoła Mazowsza
  - 3e du Visegrad 4 Bicycle Race-GP Poland
  - 3e du Mémorial Andrzej Trochanowski
- 2025
  - Puchar MON

### Classements mondiaux
| Année                                 | 2022  | 2023 |
| ------------------------------------- | ----- | ---- |
| Classement mondial                    | 1057e | 631e |
| UCI Europe Tour                       | 756e  | nc   |
|                                       |       |      |
| Légende : nc = non classéSource : UCI |       |      |